# دومينيون

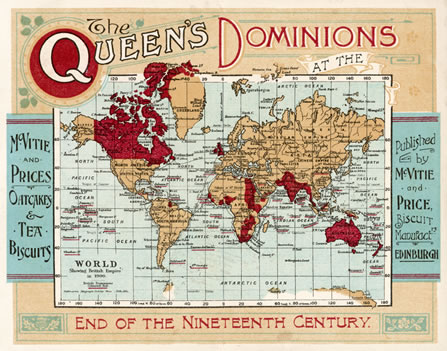

الدومينيون (بالإنجليزية: Dominion)‏ هي الدولة المستقلة من دول الكومنولث البريطاني. وبمعنى آخر، هي الدول المستقلة ذاتيا والتي كانت في يوم ما تابعه لسياده المملكة المتحدة، منشئة لكل من الإمبراطورية البريطانية ودول الكومنولث، ابتداء من النصف الأخير من القرن التاسع عشر. وتشمل العديد من الدول على فترات مختلفة ومنها: كندا، أستراليا، نيوزيلاندا، دومينيون نيوفنلند، اتحاد جنوب أفريقيا، دولة إيرلندا الحرة، باكستان، دومينيون سريلانكا، كينيا، جامايكا، ونيجيريا. اوغندا الصومال

## التعريف
نظام أوجدته بريطانيا لمستعمراتها التي تحتفظ باستقلالها الذاتي مع ارتباطها بالتاج البريطاني

## التطور عبر التاريخ

### دول الدوميون في الخارج
كانت كلمة دومينيون تشير في الأصل إلى الأرض التي استحوذت عليها مملكة إنجلترا. كان اللقب الكامل لأوليفر كرومويل في خمسينيات القرن السابع عشر «اللورد الحامي لكومنولث إنجلترا واسكتلندا وإيرلندا، ودول الدومينيون المنتمية إليها». في عام 1660، أعطى الملك تشارلز الثاني مستعمرة فرجينيا لقب دومينيون امتنانًا لولائها للتاج خلال الحرب الأهلية الإنجليزية. وما زال لقب دولة الدومينيون القديمة واحدًا من ألقاب ولاية فرجينيا الأمريكية. كما أنشئت دولة دومينيون في نيو إنجلاند خلال الفترة 1686-1689.

### الحكومة المسؤولة: مقدمة إلى وضع الدومينيون
جاء تأسيس لقب «دومينيون» في أعقاب تحقيق الحكم الذاتي الداخلي في المستعمرات البريطانية على هيئة حكومة مسؤولة بالكامل. بدأت الحكومة الاستعمارية المسؤولة في الظهور خلال منتصف القرن التاسع عشر. كانت المجالس التشريعية للمستعمرات مع الحكومة المسؤولة تملكان صلاحية سن القوانين في جميع الأمور بخلاف الشؤون الخارجية والدفاع والتجارة الدولية، فقد بقيت الأخيرة في يد برلمان المملكة المتحدة. لم تعرف برمودا أبدًا على أنها دومينيون، على الرغم من استيفائها لمعاييره، وظلت مستعمرة ذاتية الحكم وجزءًا من المملكة البريطانية.
سرعان ما تبعت نوفا سكوشا مقاطعة كندا (التي تضمنت جنوب أونتاريو الحديث وجنوب كيبك)، وكانت أول مستعمرات تحقق معايير الحكومة المسؤولة في عام 1848. تبعتهما جزيرة الأمير إدوارد في عام 1851، ونيوفندلاند ولابرادور ونيو برونزويك في عام 1855، بعد ذلك اتفقت جميعها فيما عدا نيوفوندلاند وجزيرة الأمير إدوارد على تشكيل اتحاد فيدرالي جديد باسم كندا منذ عام 1867، أسس البرلمان البريطاني هذا الاتحاد وفقًا لقانون أمريكا الشمالية البريطاني لعام 1867. وتشير المادة 3 من القانون إلى الاتحاد الجديد بوصفه «دومينيون»، وهو أول اتحاد ينشأ من هذا القبيل. منذ عام 1870 كان الدومينيون يضم إقليمين بريطانيين شاسعين لم يكن لديهما أي شكل من أشكال الحكم الذاتي: أرض روبرت والأرض الشمالية الغربية، التي أصبحت أجزاء منها لاحقًا مقاطعات مانيتوبا، وساسكاتشوان، وألبرتا، والأقاليم المنفصلة: الأقاليم الشمالية الغربية، ويوكون، ونونافوت. في عام 1871 أصبحت مستعمرة كولومبيا البريطانية الملكية مقاطعة كندية، وانضمت جزيرة الأمير إدوارد لها عام 1873 ونيوفندلاند في عام 1949.
وضعت الحكومة البريطانية المعايير التي يمكن بموجبها للمستعمرات الأسترالية الأربع المنفصلة - نيوساوث ويلز، وتاسمانيا، وأستراليا الغربية، وجنوب أستراليا، ونيوزيلندا أن تصبح حكومة مسؤولة كاملة في القانون الدستوري الأسترالي لعام 1850. كما فصل القانون مستعمرة فيكتوريا (في عام 1851) عن نيو ساوث ويلز. وخلال عام 1856، حققت نيوساوث ويلز وفيكتوريا وجنوب أستراليا وتاسمانيا ونيوزيلندا معايير الحكومة المسؤولة. قسمت بقية نيوساوث ويلز إلى ثلاثة أقسام في عام 1859، ما أرسى معظم الحدود الحالية لجمهورية نيو ساوث ويلز، ومستعمرة كوينزلاند، التي تتمتع بحكم ذاتي، والإقليم الشمالي (الذي لم يمنح حكمًا ذاتيًا قبل اتحاد المستعمرات الأسترالية). لم تحصل أستراليا الغربية على حكم ذاتي حتى عام 1891، ويرجع ذلك أساسًا إلى اعتمادها المالي المستمر على حكومة المملكة المتحدة. وبعد مفاوضات مطولة (كانت تشمل نيوزيلندا في البداية)، وافقت ست مستعمرات أسترالية محققة لمعايير الحكومة المسؤولة (مع أراض تابعة لها) على الفدرالية، على طول الخطوط الكندية، لتشكل كمنولث أستراليا في عام 1901.
في جنوب إفريقيا أصبحت مستعمرة كيب أول مستعمرة بريطانية ذاتية الحكم في عام 1872. (حتى عام 1893، سيطرت مستعمرة كيب أيضًا على مستعمرة ناتال المنفصلة).
في أعقاب حرب البوير الثانية (1899-1902)، تولت الإمبراطورية البريطانية السيطرة المباشرة على جمهوريات بوير، ولكنها نقلتها إلى ترانسفال في عام 1906، وإلى مستعمرة نهر أورانج في عام 1907.
في عام 1901، منح كومنولث أستراليا لقب دومينيون، تلى ذلك نيوزيلندا ونيوفوندلاند عام 1907، ثم أعقب ذلك اتحاد جنوب أفريقيا في عام 1910.

### الاتحاد الكونفدرالي الكندي وتطور مصطلح دومينيون
فيما يتعلق بمقترحات الحكومة الوطنية المستقبلية لأمريكا الشمالية البريطانية، اقترح صموئيل ليونارد تيلي استخدام مصطلح «دومينيون» في المؤتمر القائم بلندن عام 1866، وناقش وضع اتحاد مقاطعة كندا (التي أصبحت فيما بعد مقاطعات أونتاريو وكيبك) ، ونوفا سكوشا ونيو برونزويك في «دولة دومينيون واحدة باسم كندا»، وهو أول اتحاد مرتبط بالإمبراطورية البريطانية. استقى تيلي اقتراحه من سفر المزامير رقم 62، العدد 8: «سيكون له دومينيون أيضًا من البحر إلى البحر، ومن النهر إلى أقاصي الأرض»، وهو ما يتوافق مع ما يتردد في الشعار الوطني «من البحر إلى البحر» (باللاتينية: A mari usque ad mare). بدأت الحكومة الكندية الجديدة بموجب قانون أمريكا الشمالية البريطاني لعام 1867 في استخدام عبارة «دومينيون كندا» للتعريف بالدولة الجديدة الكبيرة. لكن الاتحاد الكونفدرالي أو اعتماد لقب «دومينيون» لم يمنحا مزيدًا من الحكم الذاتي والاستقلالية والصلاحيات الجديدة لهذا المستوى الاتحادي الجديد من الحكم. كتب عضو مجلس الشيوخ أوجين فورسي أن الصلاحيات المكتسبة منذ أربعينيات القرن التاسع عشر والتي أسست نظام الحكومة المسؤولة في كندا ستنتقل نفسها إلى حكومة الدومينيون الجديدة:
بحلول وقت تشكيل الاتحاد الكونفدرالي عام 1867، كان هذا النظام يعمل في معظم وسط وشرق كندا الآن لما يقرب من 20 عامًا. واصل مؤسسو الكونفدرالية استمعال نفس النظام الذي يعرفونه، وكان يعمل بشكل فعال وجيد. 
أثبت الباحث الدستوري أندرو هيرد أن الاتحاد الكونفدرالي لم يغير قانونيًا الوضع الاستعماري لكندا إلى أي شيء قريب من دولة دومينيون. 
تميز الوضع الاستعماري لكندا عند نشأتها في عام 1867 بخضوعه سياسيًا وقانونيًا لسيطرة الإمبراطورية البريطانية في جميع جوانب الحكومة: التشريعية والقضائية والتنفيذية. امتلك البرلمان الإمبراطوري في ويستمنستر القدرة على سن تشريعات بشأن أي مسألة تتعلق بكندا ويمكن أن تتجاوز أي تشريع محلي، أما محكمة الاستئناف النهائية في الدعاوي الكندية فهي منوطة باللجنة القضائية التابعة لمجلس الملكة الخاص في لندن، وكان للحاكم العام دور جوهري بصفته ممثلًا للحكومة البريطانية، وكانت السلطة التنفيذية النهائية مكفولة للعاهل البريطاني. أزيلت كل هذه الممارسات والترتيبات بعد استقلال كندا. 
ذهب هيرد لتوثيق مجموعة كبيرة من التشريعات التي أقرها البرلمان البريطاني في الجزء الأخير من القرن التاسع عشر والتي أيدت ووسعت تفوقها الإمبراطوري لتقييد سيادة مستعمراتها، بما في ذلك حكومة دومينيون الجديدة في كندا.
عندما أنشئ دومينيون كندا عام 1867، منحته بريطانيا سلطات الحكم الذاتي للتعامل مع جميع المسائل الداخلية، لكنها احتفظت بالسيادة التشريعية الشاملة، وتمكنت من فرض تفوقها الإمبراطوري من خلال عدة تدابير قانونية. في المقام الأول، ينص قانون أمريكا الشمالية البريطاني لعام 1867 في المادة 55 على أنه يجوز للحاكم العام أن يتحفظ على تشريع يقره مجلسا البرلمان، والذي يحدده وفقًا للمادة 57 من الدستور البريطاني في المجلس. ثانيًا، نصت المادة 56 على أنه يجب على الحاكم العام إرسال نسخة من أي تشريع اتحادي تمت الموافقة عليه إلى «أحد وزراء جلالة الملكة» في لندن. بعد سنتين من استلام هذه النسخة، يمكن للملك (البريطاني) في المجلس أن يرفض تمرير قانون ما. ثالثًا، قيدت ما لا يقل عن أربعة أجزاء من التشريعات الإمبراطورية الهيئات التشريعية الكندية. نص قانون صلاحية القوانين الاستعمارية لعام 1865 على أنه لا يمكن لأي قانون استعماري أن يتعارض بشكل صحيح مع أو يعدل أو يلغي التشريع الإمبراطوري الذي ينطبق بشكل صريح أو ضمني على تلك المستعمرة مباشرة. 